# Марлборо (Вермонт)
Марлборо (англ. Marlboro) — місто (англ. town) в США, в окрузі Віндем штату Вермонт. Населення — 1722 особи (2020).

## Демографія
Згідно з переписом 2010 року, у місті мешкало 1078 осіб у 378 домогосподарствах у складі 241 родини. Було 526 помешкань
Расовий склад населення:
| - 95,6 % — білих - 1,3 % — чорних або афроамериканців - 0,9 % — азіатів - 0,5 % — корінних американців - 0,3 % — вихідців з тихоокеанських островів |

До двох чи більше рас належало 1,0 %. Частка іспаномовних становила 2,1 % від усіх жителів.
За віковим діапазоном населення розподілялося таким чином: 14,0 % — особи молодші 18 років, 71,3 % — особи у віці 18—64 років, 14,7 % — особи у віці 65 років та старші. Медіана віку мешканця становила 41,6 року. На 100 осіб жіночої статі у місті припадало 93,5 чоловіків;  на 100 жінок у віці від 18 років та старших — 95,6 чоловіків також старших 18 років.
Середній дохід на одне домашнє господарство  становив 103 958 доларів США (медіана — 66 528), а середній дохід на одну сім'ю — 136 084 долари (медіана — 84 583). Медіана доходів становила 52 411 долар для чоловіків та 42 292 долари для жінок. За межею бідності перебувало 11,8 % осіб, у тому числі 11,0 % дітей у віці до 18 років та 13,2 % осіб у віці 65 років та старших.
Цивільне працевлаштоване населення становило 514 осіб. Основні галузі зайнятості: освіта, охорона здоров'я та соціальна допомога — 35,8 %, науковці, спеціалісти, менеджери — 12,6 %, мистецтво, розваги та відпочинок — 12,5 %.